# Écurat
Écurat ist eine westfranzösische Gemeinde mit 445 Einwohnern (Stand: 1. Januar 2022) im Département Charente-Maritime in der Region Nouvelle-Aquitaine. Sie gehört zum Arrondissement Saintes und ist Mitglied im Gemeindeverband Saintes - Grandes Rives - L’Agglo. Die Einwohner werden Écurassiens und Écurassiennes oder Éscuriens und Éscuriennes genannt.

## Geografie

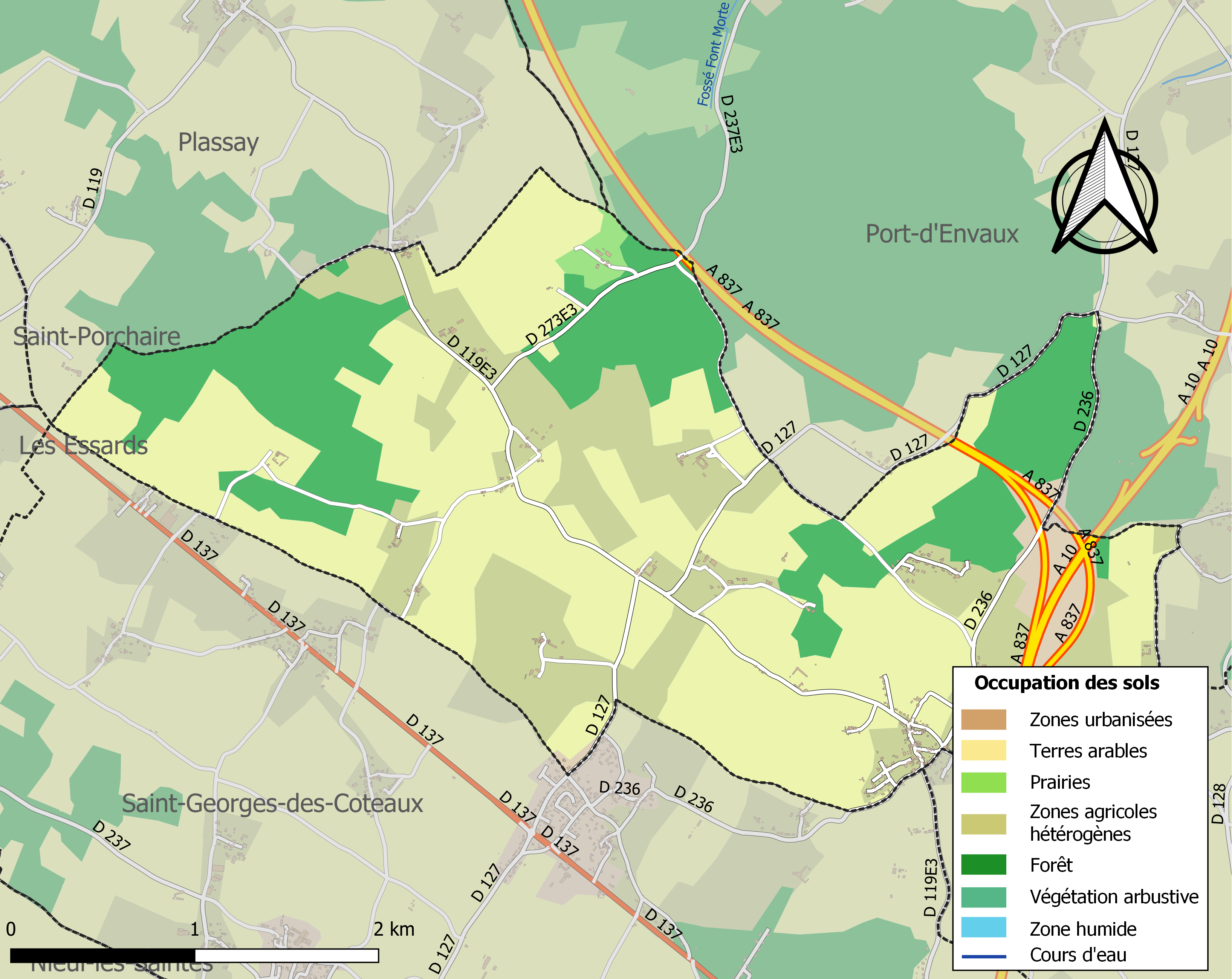
Bodennutzung, Hydrografie und Infrastruktur der Gemeinde (2018)

Écurat liegt in der ehemaligen Provinz Saintonge, etwa fünf Kilometer nordwestlich von Saintes. Knapp drei Viertel der Fläche der Gemeinde werden landwirtschaftlich genutzt, fast ein Viertel ist bewaldet, insbesondere entlang des Bourru.
Umgeben wird Écurat von den fünf Nachbargemeinden:
| Plassay                       |                                             | Port-d’Envaux |
| Les Essards (Berührungspunkt) | Kompassrose, die auf Nachbargemeinden zeigt |               |
|                               | Saint-Georges-des-Coteaux                   | Saintes       |

## Bevölkerungsentwicklung
| Écurat: Einwohnerzahlen von 1793 bis 2020                                                                                  | Écurat: Einwohnerzahlen von 1793 bis 2020 | Écurat: Einwohnerzahlen von 1793 bis 2020 | Écurat: Einwohnerzahlen von 1793 bis 2020 | Écurat: Einwohnerzahlen von 1793 bis 2020 |
| --- | ----------------------------------------- | ----------------------------------------- | ----------------------------------------- | ----------------------------------------- |
| Jahr |                                           |                                           |                                           | Einwohner                                 |
| 1793 | 1793                                      |                                           | 478                                       | 478                                       |
| 1800 | 1800                                      |                                           | 428                                       | 428                                       |
| 1806 | 1806                                      |                                           | 388                                       | 388                                       |
| 1821 | 1821                                      |                                           | 385                                       | 385                                       |
| 1831 | 1831                                      |                                           | 417                                       | 417                                       |
| 1836 | 1836                                      |                                           | 416                                       | 416                                       |
| 1841 | 1841                                      |                                           | 413                                       | 413                                       |
| 1846 | 1846                                      |                                           | 426                                       | 426                                       |
| 1851 | 1851                                      |                                           | 427                                       | 427                                       |
| 1856 | 1856                                      |                                           | 407                                       | 407                                       |
| 1861 | 1861                                      |                                           | 407                                       | 407                                       |
| 1866 | 1866                                      |                                           | 409                                       | 409                                       |
| 1872 | 1872                                      |                                           | 407                                       | 407                                       |
| 1876 | 1876                                      |                                           | 323                                       | 323                                       |
| 1881 | 1881                                      |                                           | 317                                       | 317                                       |
| 1886 | 1886                                      |                                           | 326                                       | 326                                       |
| 1891 | 1891                                      |                                           | 311                                       | 311                                       |
| 1896 | 1896                                      |                                           | 321                                       | 321                                       |
| 1901 | 1901                                      |                                           | 306                                       | 306                                       |
| 1906 | 1906                                      |                                           | 280                                       | 280                                       |
| 1911 | 1911                                      |                                           | 302                                       | 302                                       |
| 1921 | 1921                                      |                                           | 247                                       | 247                                       |
| 1926 | 1926                                      |                                           | 251                                       | 251                                       |
| 1931 | 1931                                      |                                           | 245                                       | 245                                       |
| 1936 | 1936                                      |                                           | 230                                       | 230                                       |
| 1946 | 1946                                      |                                           | 251                                       | 251                                       |
| 1954 | 1954                                      |                                           | 255                                       | 255                                       |
| 1962 | 1962                                      |                                           | 214                                       | 214                                       |
| 1968 | 1968                                      |                                           | 212                                       | 212                                       |
| 1975 | 1975                                      |                                           | 190                                       | 190                                       |
| 1982 | 1982                                      |                                           | 222                                       | 222                                       |
| 1990 | 1990                                      |                                           | 291                                       | 291                                       |
| 1999 | 1999                                      |                                           | 361                                       | 361                                       |
| 2006 | 2006                                      |                                           | 425                                       | 425                                       |
| 2013 | 2013                                      |                                           | 488                                       | 488                                       |
| 2020 | 2020                                      |                                           | 453                                       | 453                                       |
| Quelle(n): EHESS/Cassini bis 1999, INSEE ab 2006 Anmerkung(en): Ab 1962 offizielle Zahlen ohne Einwohner mit Zweitwohnsitz |                                           |                                           |                                           |                                           |

Die Bevölkerung des Ortes ist wegen der Nähe zu Saintes und wegen des Neubaus einer Wohnsiedlung seit dem Ende der 1980er Jahre deutlich angewachsen.

## Sehenswürdigkeiten
Siehe auch: Liste der Monuments historiques in Écurat
- Wichtigste Sehenswürdigkeit von Écurat ist die romanische Kirche Saint-Pierre, aus  dem 12. Jahrhundert. Die Kirche wurde im Jahre 1910 als Monument historique klassifiziert.[6]

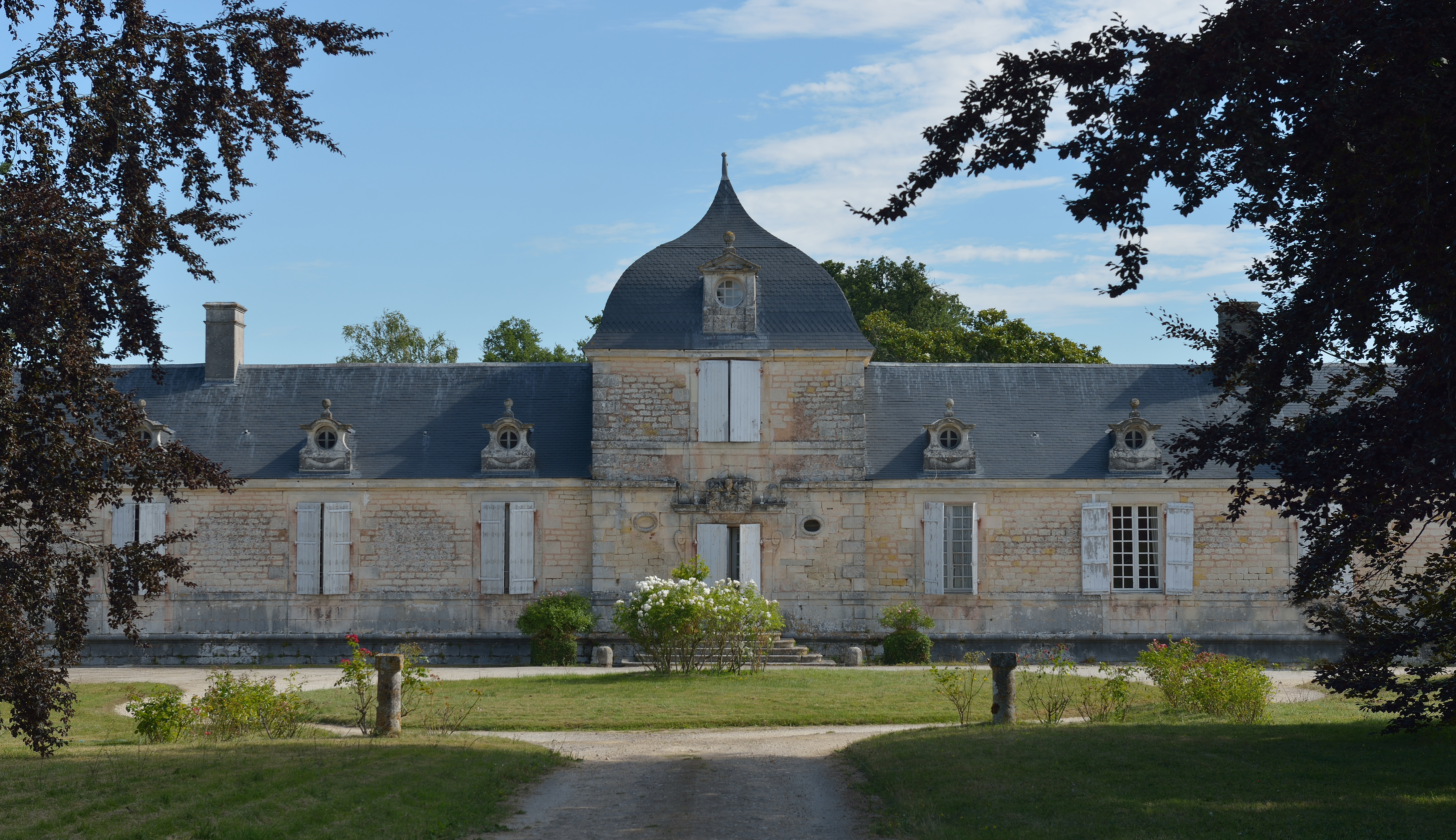
Schloss La Morinerie

- Das Schloss La Morinerie stammt aus der Zeit Heinrichs IV. Es handelt sich um ein langgestrecktes Gebäude, das am nördlichen Ende mit einem quadratischen Pavillon endet, dessen Dach von Dachgauben durchbrochen ist und in der Mitte von einem Pavillon mit abgerundetem Dach unterbrochen wird. Der Sockel des Gebäudes besteht aus großen Mauerwerksverbänden. Über dem Mauerwerksverband befindet sich eine fast regelmäßige Blockierung. In der Mitte überdeckt eine große Kuppel den Eingang zum Gebäude. Fassaden und Dächer der in Privatbesitz befindlichen und nicht zu besichtigenden Gebäude wurden im Jahre 1969 als Monument historique eingeschrieben.[7]

## Wirtschaft
Die Landwirtschaft (Getreide und Wein) spielt immer noch die größte Rolle im Wirtschaftsleben der kleinen Gemeinde, die zum Weinbaugebiet der Fins Bois in der Region Cognac gehört.

## Verkehr
Im Nordosten des Gemeindegebiets trifft die Autoroute A837 „Autoroute des Oiseaux“ aus Rochefort auf die Autoroute A 10 „L’Aquitaine“ von Paris nach Bordeaux in einem Autobahndreieck zusammen.